# Partit Demòcrata (Andorra)
El Partit Demòcrata (PD) fou un partit polític andorrà de centre fundat l'any 2000 arran d'una escissió de l'Agrupament Nacional Democràtic. Es definia com a «centrista i plural, obert a corrents polítiques de centre, centre esquerra i centre dreta, que respectin l'ideari del partit». Es presentà a les eleccions generals del 2001, en les quals va obtenir el 23,78% dels vots a la circumscripció nacional i 5 consellers. Estava liderat per Jordi Mas.
El 2002, els consellers generals dimitiren del partit i a l'octubre el PD es refundà en el Centre Demòcrata Andorrà.